# Летучая лаборатория
«Летучая лаборатория» — первое научное учреждение советской авиации.

## Описание
Создана 24 марта 1918 при Московском техническом училище с целью исследования проблем аэродинамики и авиастроения. Организована была силами Московского аэродрома и аэродинамической лаборатории МТУ. Руководить «Летучей лабораторией» решением совещания ВСНХ стал Б. И. Россинский, а заведовать научно-технической частью — профессор Н. Е. Жуковский. Впоследствии из «Летучей лаборатории» вырос крупнейший советский и российский авиационный научный центр — ЦАГИ. Уже 11 мая в том же году в их присутствии в воздух поднялся первый аэростат, специально оборудованный для проведения экспериментов. В состав лаборатории входили два отдела: авиационный, занимающийся самолётами, и аэростатный, задачи которого включали изучение аэродинамики, баллистики, исследование влияния полёта на организм человека и метеорологические наблюдения для нужд авиации.